# The Allman Brothers Band
The Allman Brothers Band er et amerikansk rockband fra Macon, Georgia, omtalt af Rock and Roll Hall of Fame som "hovedarkitekterne bag southern rock". Gruppen, der blev dannet i 1969, blev to år senere omtalt af musikmagsinet Rolling Stones George Kimball som "den bedste rock and roll-grupppe som dette land har skabt inden for de sidste fem år." Gruppen har fået elleve guld- og fem platin-plader mellem 1971 og 2005. Rolling Stone placerede i 2004 gruppen som nummer 52 på deres liste over de hundrede største kunstnere nogensinde.  Gruppen spillede deres sidste koncert 28. Oktober 2014

## Historie
Gruppen blev dannet i Jacksonville, Florida, i 1969 af Duane Allman (slideguitar og guitar), Gregg Allman (sang og el-orgel), Dickey Betts (guitar, rytmeguitar og sang), Berry Oakley (bas), Butch Trucks (trommer) og Jai Johanny "Jaimoe" Johanson (trommer). 
Allman Brothers Band optrådte i USA's sydstater, før udgivelsen af deres første album, The Allman Brothers Band.  Albummet fik kritikerros, men den usædvanlige kombination af blues og rock solgte dårligt.  Opfølgeren Idlewild South (1970), blev en stor kritikersucces, og solgte også langt bedre.  Kort tid efter deltog Duane Allman i Eric Claptons gruppe Derek and the Dominos, som udgav albummet Layla and Other Assorted Love Songs.
I 1971 fulgte livealbummet At Fillmore East, indspillet 12. og 13. marts på spillestedet Fillmore East.  Albummet demonstrerede gruppens kombination af jazz, klassisk musik, hård rock og blues.  The Allman Brothers var den sidste gruppe, der spillede på Fillmore East, før spillestedet lukkede i juni 1971.
Duane Allmans død i en motorcykelulykke den 29. oktober 1971, blev et hårdt slag for gruppen, men gruppens øvrige medlemmer besluttede sig for at fortsætte samarbejdet.  Dickey Betts erstattede Duane Allman, således at gruppen kunne fuldføre sin indspilning af albummet Eat a Peach.  Senere blev bemandingen øget til seks personer, hvor Chuck Leavell kom med på klaver.
Den 11. november 1972 blev Berry Oakley også dræbt i en motorcykelulykke, tæt på stedet hvor Duane Allman var omkommet.  Oakley blev sidst på året erstattet af Lamar Williams, og gruppen kunne fuldføre det nye album Brothers and Sisters, som indeholder to af deres bedst kendte sange, "Ramblin' Man" og "Jessica", med den førstnævnte placeret som nummer to på musikmagasinet Billboards top 100-liste.  Dickey Betts var nu blevet gruppens leder. 
En af gruppens mest berømte koncerter fandt sted den 28. juli 1973 på rockfestivalen Summer Jam at Watkins Glen i New York City, hvor de optrådte sammen med blandt andre Grateful Dead og The Band for anslået 600.000 tilhørere.  Flere grupper, der spillede samme form for rockmusik, blandt andre Marshall Tucker Band og Lynyrd Skynyrd, begyndte at dukke op.
Konflikter blandt gruppens medlemmer tærede på sammenholdet i 1970'erne.  Gregg Allman og Dickey Betts påbegyndte hver sin solokarriere.  Gregg Allman giftede sig med Cher, blev hurtigt separeret, genforenet og separeret igen, alt sammen tæt dækket af medierne.  Desuden plagede narkotikamisbrug gruppen.  Musikalsk trak Betts og Leavell i hver sin retning, mens Gregg Allman prøvede at holde sammen på gruppen.  Det ujævne album Win, Lose or Draw blev udgivet i 1975, hvor mange numre blev indspillet uden at alle gruppemedlemmer var til stede på samme tid.
I 1976 blev Gregg Allman arresteret, anklaget for narkotikamisbrug.  Leavell, Johanson og Williams dannede gruppen Sea Level, mens Betts arbejdede på sin solokarriere.  Alle fire udtalte, at de aldrig igen ville spille med Gregg Allman.
Gregg Allman fik i 1978 omstruktureret gruppen, hvor Dan Toler og David "Rook" Goldflies kom med på guitar hhv. bas, som erstatning for Leavell og Williams.  Året efter fulgte albummet Enlightened Rogues.  Interessen for gruppen var aftagende, og i 1982 blev den opløst.
Gruppen blev genforenet i 1989, hvor Allman, Betts, Jaimoe og Trucks besluttede sig for at spille sammen igen, suppleret med Warren Haynes (guitar og sang), Johnny Neel (keyboard og mundharmonika) og Allen Woody (bas).  Albummet Seven Turns fra 1990 fik god kritik, og blev fulgt op med Shades of Two Worlds i 1991 og Where it All Begins i 1994.

## Diskografi

### Studioalbummer
- 1969: The Allman Brothers Band
- 1970: Idlewild South
- 1972: Eat a Peach (delvis live)
- 1973: Brothers and Sisters
- 1975: Win, Lose or Draw
- 1979: Enlightened Rogues
- 1980: Reach for the Sky
- 1981: Brothers of the Road
- 1990: Seven Turns
- 1991: Shades of Two Worlds
- 1994: Where It All Begins
- 2003: Hittin' the Note

### Livealbummer
- 1971: At Fillmore East
- 1976: Wipe the Windows, Check the Oil, Dollar Gas
- 1992: An Evening With the Allman Brothers Band: First Set
- 1992: Live Unplugged Los Angeles 6-11-92
- 1995: An Evening with the Allman Brothers Band: Second Set
- 2000: Peakin' at the Beacon
- 2004: One Way Out

## Bemanding
Oprindelige medlemmer fremhævet med fed skrift.